# Alain Turpault
Pour les articles homonymes, voir Turpault.
Alain Turpault, né le 8 janvier 1954 à Périgueux, est un photographe français.

## Biographie
Passionné de photographie depuis sa jeunesse, Alain Turpault cite Henri Cartier-Bresson, William Klein et Jeanloup Sieff dans ses premières influences, ensuite par les photographes britanniques Lewis Carroll, Julia Margaret Cameron et Clarence John Laughlin (en).
Originaire du Sud-Ouest de la France, il s'installe en 1980 à Paris où il collabore notamment sept années avec la revue Beaux Arts magazine,.
Dans les années 1990, Alain Turpault a notamment exposé pour le fonds national d'art contemporain (FNAC) et pour la fondation Cartier pour l'art contemporain, ou encore au Palais de Tokyo avec le Centre national de la photographie (CNP),. Durant cette période, il effectue également de nombreux voyages en Afrique, et il sort le livre Le repos des masques en 1995, avec l'écrivain tchadien Koulsy Lamko,. En 2000, il reçoit le prix monographie des éditions Filigranes. Orienté vers la photographie en noir et blanc, il expose notamment à Cahors en 2005, aux côtés du photographe polonais Bogdan Konopka et de l'artiste lituanienne Esther Shalev-Gerz, dans une collection intitulée Un souffle autour de rien.
En 2006, il obtient le prix Roger-Pic pour son sujet Des orages isolés éclatent sur tout le relief. Une série de portraits en noir et blanc, d'hommes et des femmes souffrant de démence, de troubles psychiatriques ou atteints de la maladie d'Alzheimer. Ce travail a été réalisé dans un studio spécialement aménagé à l'hôpital de Lectoure, avec des personnes en fin de vie.

## Prix et récompenses
- 2000 : Prix monographie des éditions Filigranes
- 2006 : Prix Roger-Pic pour sa série intitulée Des orages isolés éclatent sur tout le relief
- 2009 : Sélectionné pour le prix de photographie de l'Académie des beaux-arts pour sa série intitulée Albinos[3]